# Gabriël-Luc Ballon
Gabriël-Luc Ballon (Aalst, 17 oktober 1945 - 20 april 2018) was een Belgisch rechtsgeleerde en hoogleraar aan de Katholieke Universiteit Leuven.

## Levensloop
Gabriël-Luc Ballon volgde middelbare studies aan het Klein Seminarie in Mechelen en studeerde rechten aan de Katholieke Universiteit Leuven.
Hij was hoogleraar inleiding tot het recht, handelsrecht, recht van de handelscontracten en intellectuele rechten aan de KU Leuven. Hij doceerde aan de faculteiten Rechtsgeleerdheid, Economie en Bedrijfswetenschappen en Ingenieurswetenschappen. Hij was tevens deeltijds docent aan de Ufsia (later Universiteit Antwerpen) in Antwerpen en docent aan de Universiteit Hasselt en de Université catholique de Lille. Hij ging op emeritaat in 2011.
Ballon was tevens onderzoeker aan het Max Planck-Institut für ausländisches und internationales Urheber-, Patent- und Wettbewerbsrecht in München. Van 1990 tot 2003 was hij advocaat aan de balie van Brussel, gespecialiseerd in handelsrecht en oneerlijke handelspraktijken. Na zijn emeritaat werd hij in 2012 voorzitter van de Jury voor Ethische Praktijken inzake reclame. Hij was ook hoofdredacteur van de juridisch vaktijdschriften Algemeen Juridisch Tijdschrift, Le droit des affaires - Het ondernemingsrecht en Nieuw Juridisch Weekblad.
Hij was ook voorzitter van het barokorkest Il Fondamento en sinds 2007 lid van de kerkraad van de kerkfabriek Sint-Martinus in Strijtem (gemeente Roosdaal).